# Harpagomantis nana
Harpagomantis nana är en bönsyrseart som beskrevs av Hippolyte Lucas 1849.
Harpagomantis nana ingår i släktet Harpagomantis och familjen Hymenopodidae. Inga underarter finns listade i Catalogue of Life.